# John Thomas Kattrukudiyil
John Thomas Kattrukudiyil (* 18. Januar 1948 in Kothamangalam, Kerala, Indien) ist ein indischer Geistlicher und emeritierter römisch-katholischer Bischof von Itanagar.

## Leben
John Thomas Kattrukudiyil empfing am 3. Februar 1975 die Priesterweihe.
Papst Johannes Paul II. ernannte ihn am 10. Juni 1994 zum Bischof von Diphu. Die Bischofsweihe spendete ihm der Bischof von Imphal, Joseph Mittathany, am 8. September desselben Jahres; Mitkonsekratoren waren Robert Kerketta SDB, Bischof von Tezpur, und Denzil Reginald D’Souza, Bischof von Silchar.
Am 7. Dezember 2005 ernannte ihn Papst Benedikt XVI. zum Bischof von Itanagar. Die Amtseinführung fand am 12. März 2006 statt.
Im Oktober 2019 war Kattrukudiyil Gast des katholischen Hilfswerkes missio anlässlich des Monats der Weltmission.
Am 29. Juni 2023 nahm Papst Franziskus seinen altersbedingten Rücktritt an.